# Mark Draper
Mark Andrew Draper (Long Eaton, 11 novembre 1970) è un ex calciatore inglese, di ruolo centrocampista.

## Palmarès

### Club

#### Competizioni nazionali
- Coppa di Lega inglese: 1

Aston Villa: 1995-1996